# Мушруб-Шавердов, Сергей Иванович
Сергей Иванович Мушруб-Шавердов (11 октября 1852 — 25 февраля 1907) — русский военный деятель, генерал-лейтенант.

## Биография
Вероисповедания православного. По национальности, предположительно, армянин. Брат генерала от инфантерии Ильи Мушруб-Шавердова.
Окончил сперва 1-ю Санкт-Петербургскую военную гимназию, а затем Павловском военном училище,  откуда был выпущен в 1872 году в чине прапорщика в 3-ю полевую артиллерийскую бригаду. Служил в артиллерии, участвовал в Русско-турецкой войне 1877—1878 годов. 
Затем поступил в Военно-юридическую академию, которую окончил в 1882 году, став в том же году капитаном. Служил в ряде военно-окружных судов: Московском, Варшавском, Туркестанском (председатель суда). В 1889 году получил чин полковника, в 1899 — генерал-майора.
Скончался 25 февраля 1907 года.
Был женат, имел, по меньшей мере, двух сыновей.
Сергей Мушруб-Шавердов считался образованным криминалистом, являлся автором как минимум одной книги по теме военной юстиции. По замечания современного исследователя: 

В рассматриваемый период произошло резкое усиление научного внимания к проблемам судопроизводства в районе театра войны со стороны военных учёных-криминалистов С.С. Абрамовича-Барановского (...), С. Мушруб-Шавердова
— С. В. Маликов. Военно-полевая криминалистика. Москва : За права военнослужащих, 2008.

## Награды
- Орден Святого Станислава 3-й степени
- Орден Святого Станислава 2-й степени с мечами
- Орден Святой Анны 3-й степени с мечами
- Орден Святого Владимира 4-й степени
- Орден Святого Владимира 3-й степени